# Пам'ятник Тарасові Шевченку (Нагірянка)
Пам'ятник Тарасові Шевченку в Нагірянці — погруддя українського поета Тараса Григоровича Шевченка у селищі Нагірянка Чортківського району на Тернопільщині.

## Опис
Пам'ятник споруджено 1993 року.
Скульптура виготовлена з каменю, висота — 3 м.